# デヴォンシャー公
デヴォンシャー公爵（英語: Duke of Devonshire）は、イングランド貴族の公爵位である。名誉革命に貢献した第4代デヴォンシャー伯爵ウィリアム・キャヴェンディッシュが1694年に叙されたのに始まり、以降2019年現在まで代々キャヴェンディッシュ家によって世襲されている。
キャヴェンディッシュ家は16世紀以来、最も財力があり影響力を持つイングランド貴族の一つであった。名誉革命以来、ベッドフォード公爵ラッセル家と双璧するホイッグ党（自由党）系の大貴族として知られたが、19世紀後半に8代公スペンサー・キャヴェンディッシュが自由党を離党して自由統一党に参加したのを契機にそれ以降の当主は保守党に所属している。
爵位名はイギリスの州デヴォンに因むが（公爵位相続人の使用する従属称号の一つ、デヴォンシャー伯も同様）、公爵家の所領の中心地はダービーシャーにある。

## 歴史

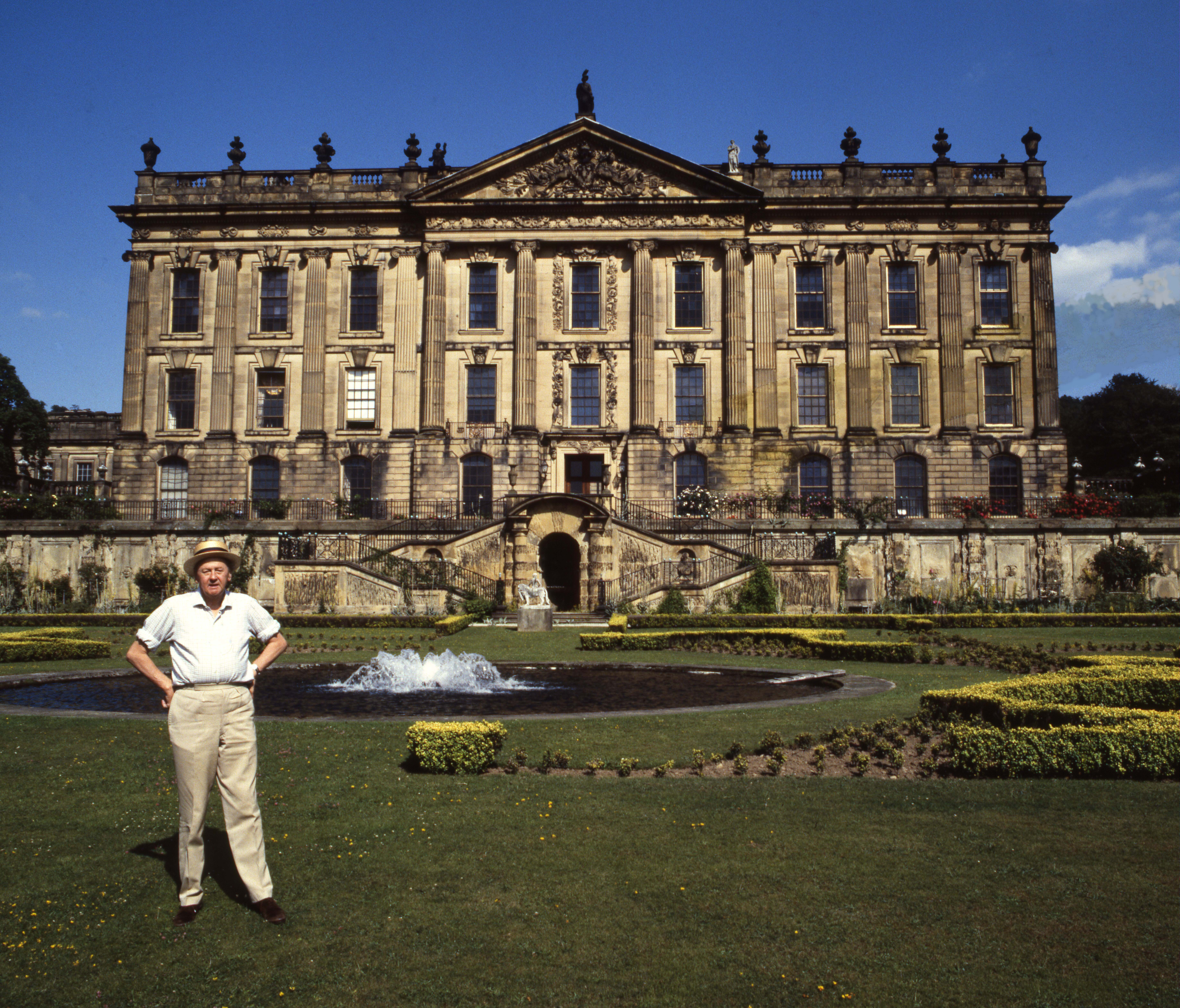
1985年、デヴォンシャー公爵家の本邸チャッツワース・ハウスをバックに立つ第11代デヴォンシャー公爵アンドルー・キャヴェンディッシュ

キャヴェンディッシュ家は、14世紀にサフォークのキャヴェンディッシュに所領を持っていたジョン・キャヴェンディッシュに始まる。彼は1372年から首席判事（大法官に次ぐ地位）の地位にあり、1381年のワット・タイラーの乱で殺害された。
曾孫にはトマス・ウルジーの伝記を書いたジョージ・キャヴェンディッシュ、ジョージの弟でヘンリー8世の宮廷官ウィリアム・キャヴェンディッシュがいる。このウィリアムが財務省に地位を持ち、トマス・クロムウェルが推進する宗教改革の一環として行われた修道院解散で国が没収した資産を不当に懐に入れるなどして巨万の富を築いた。
ウィリアムは「ハードウィックのベス」として知られる3番目の妻エリザベス・ハードウィックとの間に8子をもうけた。長男のヘンリーはウォーターパーク男爵家の祖となった。次男が、初代デヴォンシャー伯爵に叙されることになるウィリアム・キャヴェンディッシュである。三男のチャールズ（1553年 - 1617年）は初代ニューカッスル＝アポン＝タイン公爵に叙されるウィリアム・キャヴェンディッシュの父である。ウィリアムは1547年のベスとの再婚後、サフォークにおける資産を売却してベスの故郷であるダービーシャーに居を移し、ベスとともにチャッツワース・ハウスの建設に着手して、そこで没した。
初代デヴォンシャー伯爵となる次男ウィリアムはリヴァプール選挙区やニューポート (コーンウォール) 選挙区選出の庶民院議員やダービーシャーのシェリフなどを務めた後の1605年5月4日にイングランド貴族爵位ハードウィックのキャヴェンディッシュ男爵 (Baron Cavendish of Hardwicke) に授爵された。1616年には兄からチャッツワースの荘園を相続し。バージニア植民地やバーミューダを含む大西洋をまたがる土地開発に関与した。そして1618年8月7日にはイングランド貴族爵位デヴォンシャー伯爵 (Earl of Devonshire) に叙された。このデヴォンシャー伯爵位は、もともとあったデヴォン伯爵位が消滅後に再創設されたものである（1831年、法律上デヴォン伯爵位は復活され、コートネー家が代々世襲している）。
初代デヴォンシャー伯は1608年に息子ウィリアム（後の第2代デヴォンシャー伯爵）の家庭教師としてトマス・ホッブズを雇った。これがきっかけでキャヴェンディッシュ家は3代にわたりホッブズを庇護し続け、第2代伯亡き後ホッブズは一時辞職したが、息子の第3代伯爵ウィリアムの家庭教師として復帰し、1679年に亡くなるまでキャヴェンディッシュ家に仕えた。
第4代伯爵ウィリアムは襲爵前の1661年にダービーシャー選挙区選出の庶民院議員となり、熱心な非国教徒として反宮廷派・反カトリック派として運動した。カトリックのヨーク公ジェームズ（ジェームズ2世）に対する王位排除法案の際も熱心な法案賛成派として活躍。1684年に襲爵した後、1688年の名誉革命ではオラニエ公ウィレム（ウィリアム3世）への招請状に署名し、オラニエ公上陸に合わせて兵をあげ、名誉革命成功に貢献した。ウィリアム3世とメアリー2世が即位した後は王室家政長官（Lord Steward; 王室家令長）に任命され、1694年5月12日にはイングランド貴族爵位ハーティントン侯爵（Marquess of Hartington）とデヴォンシャー公爵に叙された。以後、デヴォンシャー公爵家は代々名誉革命体制を守るホイッグ党員として活動し、ホイッグ党社会においてラッセル家（ベッドフォード公爵）と双璧する名門として知られるようになった。
4代公ウィリアムは、ホイッグ党の政治家として七年戦争中の1756年から1757年にかけて第一大蔵卿（首相）を務めている。しかしこの内閣の実質的な指導権は大ピットであった。大ピットが財政に明るくなく、また戦争指導に集中したがっていたために名目上の首相として彼が立てられたのだった。
5代公ウィリアムは、父から公爵位を襲爵する前の1754年に母シャーロットからイングランド貴族爵位クリフォード男爵 (Baron Clifford) を継承した。この爵位は議会召集令状（英語: writ of summons）の爵位だったため女系継承が可能だった。
6代公ウィリアムまで親から子への相続で続いたが、6代公に子供がなかったため、4代公に遡っての分流である第2代バーリントン伯爵ウィリアム・キャヴェンディッシュが7代公を継承した（クリフォード男爵位のみ6代公に2人の姉妹があったため停止  (abeyance) となり継承されなかった）。この7代公の父である初代バーリントン伯爵ジョージ・キャヴェンディッシュは、4代公の三男にあたり、ダービーシャー選挙区などから選出されてホイッグ党の庶民院議員を務めた後、1831年9月10日に連合王国貴族爵位 バーリントン伯爵 (Earl of Burlington) とヨーク州におけるケイリーのケイリーのキャヴェンディッシュ男爵 (Baron Cavendish of Keighley, of Keighley in the County of York) に叙された人物だった。2代バーリントン伯爵が第7代デヴォンシャー公爵を継承したことにより両家は融合し、デヴォンシャー公爵位にはこの2つの爵位が新たな従属爵位に加わることになった。
7代公の息子である8代公スペンサーは、襲爵前に庶民院議員となり、はじめ自由党の政治家として自由党政権で陸軍大臣（在職1866年、1882年-1885年）やアイルランド担当大臣（在職1871年-1874年）、インド大臣（在職1880年-1882年）などの閣僚職を歴任したが、第3次グラッドストン内閣でアイルランド自治法案に反対して自由党を離れ、自由統一党に参加。第3代ソールズベリー侯爵ロバート・ガスコイン＝セシルやアーサー・バルフォアを首相とする保守党政権に加わり枢密院議長（在職1895年-1903年）を務めた。
彼の弟であるフレデリック・キャヴェンディッシュ卿も自由党の政治家であり、1882年にアイルランド担当大臣となるもアイルランド民族主義者により暗殺されている（フェニックス・パーク事件）。
8代公には子供がなかったため、1908年に8代公が死去すると、8代公とフレデリックの弟にあたるエドワード・キャヴェンディッシュ卿の子であるヴィクターが9代公を継承した。彼も自由統一党と保守党の政治家であり、1916年から1921年にかけてカナダ総督を務め、1922年から1924年にかけては植民地大臣を務めた。
その息子である10代公エドワードも保守党の政治家としてインド・ビルマ担当省政務次官（在職1940年-1943年）や植民地省政務次官（在職1943年-1945年）などを務めた。彼の長男であるハーティントン侯爵（儀礼称号）ウィリアム・キャヴェンディッシュは後のアメリカ大統領ジョン・F・ケネディの妹キャスリーン・ケネディと結婚しているが、子供のないまま第二次世界大戦で戦死した。結局ミットフォード姉妹の一人デボラ・ミットフォードと結婚していた次男アンドリューが後継ぎとなった。1946年にアトリー労働党政権によって最高相続税率90パーセントという貴族に過酷な相続税が定められた。10代公は財産を守るべく、財産をアンドリューを受益者とする裁量信託チャッツワース・セツルメントに預けた。相続法によれば、この状態で10代公が5年間生き続けることができればアンドリューは相続税を払わずに済むはずだった。ところが10代公は1950年11月26日に急死。相続税からの防衛には14週間足りずの死亡であり、デヴォンシャー公爵家には8割の相続税をかけられた。11代公となったアンドリューは、一族が400年にわたって集めてきた財宝・美術品のほとんど、また本邸以外のすべての土地を売却する羽目になった。
現在の当主は11代公の息子である12代公ペリグリン・アンドルー・モーニー・キャヴェンディッシュである。
デヴォンシャー公爵の長男（法定推定相続人）が儀礼称号として使用する従属称号はハーティントン侯爵（Marquess of Hartington）である。ハーティントン侯爵の長男が使用する儀礼称号はバーリントン伯爵（Earl of Burlington）で、それ以外の公爵家男子は卿がクリスチャンネームに添付される（Lord + Christian name + Cavendish、例としてチャールズ・キャヴェンディッシュ卿はLord Charles Cavendishとなる。その妻は Lady Charlesチャールズ卿夫人と称す）。公爵家の女子は敬称Lady がクリスチャンネームに添付される (Lady + Christian name + Cavendish レディー・エマ・キャヴェンディッシュLady Emma Cavendish)。
公爵家は、広大なカントリー・ハウスであるチャッツワース・ハウス（ダービーシャー）、ボルトン・アビー（ノース・ヨークシャー）、リズモア城（アイルランド・ウォーターフォード県）を所有する。かつてはロンデスボロー・ホール（ヨークシャー）、ハードウィック・ホール（ダービーシャー）、チジック・ハウス（ミドルセックス）、ロンドンのピカデリー通りにデヴォンシャー・ハウス (第一次世界大戦後に売却) 、バーリントン・ハウスの2つの邸宅を所有していた。
公爵家代々の墓所はチャッツワース・ハウスに最も近い村エデンサーのセント・ピーターズ教会であり、その多くが教会墓地に埋葬されている。
一族のモットーは「用心深く安全に (Cavendo Tutus) 」。

## 現当主の保有爵位
現当主の第12代デヴォンシャー公爵ペリグリン・キャヴェンディッシュは、以下の爵位を保有している。
- 第12代デヴォンシャー公爵 (12th Duke of Devonshire)
(1694年5月12日の勅許状によるイングランド貴族爵位)
- 第12代ハーティントン侯爵 (12th Marquess of Hartington)
(1694年5月12日の勅許状によるイングランド貴族爵位)
- 第15代デヴォンシャー伯爵 (15th Earl of Devonshire)
(1618年8月7日の勅許状によるイングランド貴族爵位)
- 第7代バーリントン伯爵 (7th Earl of Burlington)
(1831年9月10日の勅許状による連合王国貴族爵位)
- ハードウィックの第15代キャヴェンディッシュ男爵 (15th Baron Cavendish of Hardwicke)
(1605年5月4日の勅許状によるイングランド貴族爵位)
- ヨーク州におけるケイリーのケイリーの第7代キャヴェンディッシュ男爵 (7th Baron Cavendish of Keighley, of Keighley in the County of York)
(1831年9月10日の勅許状による連合王国貴族爵位)

## 歴代当主

### デヴォンシャー伯爵 （1618年）
| 肖像 | 爵位の代数 名前 （生没年）                                                                   | 受爵期間                       | 続柄       | 他の称号                         |
| --- | -------------------------------------------------------------------------------------------- | ------------------------------ | ---------- | -------------------------------- |
| | 初代デヴォンシャー伯爵 ウィリアム・キャヴェンディッシュ (William Cavendish) (1552年-1626年)  | 1618年8月7日 - 1626年3月3日    |            | キャヴェンディッシュ男爵(1605年) |
| | 第2代デヴォンシャー伯爵 ウィリアム・キャヴェンディッシュ (William Cavendish) (1591年-1628年) | 1626年3月3日 - 1628年6月20日   | 先代の息子 | キャヴェンディッシュ男爵(1605年) |
| | 第3代デヴォンシャー伯爵 ウィリアム・キャヴェンディッシュ (William Cavendish) (1617年-1684年) | 1628年6月20日 - 1684年11月23日 | 先代の息子 | キャヴェンディッシュ男爵(1605年) |
| | 第4代デヴォンシャー伯爵 ウィリアム・キャヴェンディッシュ (William Cavendish) (1640年-1707年) | 1684年11月23日 - 1707年8月18日 | 先代の息子 | キャヴェンディッシュ男爵(1605年) |
| 1694年5月12日にデヴォンシャー公爵に叙される。以降デヴォンシャー公爵位と継承者が同じ。下記のデヴォンシャー公爵の欄参照。 |                                                                                              |                                |            |                                  |

### デヴォンシャー公爵 （1694年）
| 肖像 | 爵位の代数 名前 （生没年） | 受爵期間                       | 続柄           | 他の称号 |
| ---- | --- | ------------------------------ | -------------- | --- |
|      | 初代デヴォンシャー公爵 ウィリアム・キャヴェンディッシュ (William Cavendish) (1640年-1707年)                                               | 1694年5月12日 - 1707年8月18日  |                | ハーティントン侯爵(1694年) デヴォンシャー伯爵(1618年) キャヴェンディッシュ男爵(1605年)                                                           |
|      | 第2代デヴォンシャー公爵 ウィリアム・キャヴェンディッシュ (William Cavendish) (1673年-1729年)                                              | 1707年8月18日 - 1729年6月4日   | 先代の息子     | ハーティントン侯爵(1694年) デヴォンシャー伯爵(1618年) キャヴェンディッシュ男爵(1605年)                                                           |
|      | 第3代デヴォンシャー公爵 ウィリアム・キャヴェンディッシュ (William Cavendish) (1698年-1755年)                                              | 1729年6月4日 - 1755年12月5日   | 先代の息子     | ハーティントン侯爵(1694年) デヴォンシャー伯爵(1618年) キャヴェンディッシュ男爵(1605年)                                                           |
|      | 第4代デヴォンシャー公爵 ウィリアム・キャヴェンディッシュ (William Cavendish) (1720年-1764年)                                              | 1755年12月5日 - 1764年10月2日  | 先代の息子     | ハーティントン侯爵(1694年) デヴォンシャー伯爵(1618年) キャヴェンディッシュ男爵(1605年)                                                           |
|      | 第5代デヴォンシャー公爵 ウィリアム・キャヴェンディッシュ (William Cavendish) (1748年-1811年)                                              | 1764年10月2日 - 1811年7月29日  | 先代の息子     | ハーティントン侯爵(1694年) デヴォンシャー伯爵(1618年) クリフォード男爵(1628年) キャヴェンディッシュ男爵(1605年)                                  |
|      | 第6代デヴォンシャー公爵 ウィリアム・ジョージ・スペンサー・キャヴェンディッシュ (William George Spencer Cavendish) (1790年-1858年)         | 1811年7月29日 - 1858年1月18日  | 先代の息子     | ハーティントン侯爵(1694年) デヴォンシャー伯爵(1618年) クリフォード男爵(1628年) キャヴェンディッシュ男爵(1605年)                                  |
|      | 第7代デヴォンシャー公爵 ウィリアム・キャヴェンディッシュ (William Cavendish) (1808年-1891年)                                              | 1858年1月18日 - 1891年12月21日 | 先代の従兄弟甥 | ハーティントン侯爵(1694年) デヴォンシャー伯爵(1618年) バーリントン伯爵(1831年) キャヴェンディッシュ男爵(1605年) キャヴェンディッシュ男爵(1831年) |
|      | 第8代デヴォンシャー公爵 スペンサー・キャヴェンデイッシュ (Spencer Cavendish) (1833年-1908年)                                              | 1891年12月21日 - 1908年3月24日 | 先代の息子     | ハーティントン侯爵(1694年) デヴォンシャー伯爵(1618年) バーリントン伯爵(1831年) キャヴェンディッシュ男爵(1605年) キャヴェンディッシュ男爵(1831年) |
|      | 第9代デヴォンシャー公爵 ヴィクター・クリスティアン・ウィリアム・キャヴェンデイッシュ (Victor Christian William Cavendish) (1868年-1938年) | 1908年3月24日 - 1938年5月6日   | 先代の甥       | ハーティントン侯爵(1694年) デヴォンシャー伯爵(1618年) バーリントン伯爵(1831年) キャヴェンディッシュ男爵(1605年) キャヴェンディッシュ男爵(1831年) |
|      | 第10代デヴォンシャー公爵 エドワード・キャヴェンデイッシュ (Edward Cavendish) (1895年-1950年)                                              | 1938年5月6日 - 1950年11月26日  | 先代の息子     | ハーティントン侯爵(1694年) デヴォンシャー伯爵(1618年) バーリントン伯爵(1831年) キャヴェンディッシュ男爵(1605年) キャヴェンディッシュ男爵(1831年) |
|      | 第11代デヴォンシャー公爵 アンドルー・ロバート・バクストン・キャヴェンディッシュ (Andrew Robert Buxton Cavendish) (1920年-2004年)          | 1950年11月26日 - 2004年5月3日  | 先代の息子     | ハーティントン侯爵(1694年) デヴォンシャー伯爵(1618年) バーリントン伯爵(1831年) キャヴェンディッシュ男爵(1605年) キャヴェンディッシュ男爵(1831年) |
|      | 第12代デヴォンシャー公爵 ペリグリン・アンドルー・モーニー・キャヴェンディッシュ (Peregrine Andrew Morny Cavendish) (1944年-)              | 2004年5月3日 - 受爵中          | 先代の息子     | ハーティントン侯爵(1694年) デヴォンシャー伯爵(1618年) バーリントン伯爵(1831年) キャヴェンディッシュ男爵(1605年) キャヴェンディッシュ男爵(1831年) |

### 爵位継承順位
1. バーリントン伯爵(儀礼称号)ウィリアム・キャヴェンディッシュ（英語版） (William Cavendish, Earl of Burlington, 1969-) 12代公の息子
2. キャヴェンディッシュ卿(儀礼称号)ジェイムズ・キャヴェンディッシュ (James Cavendish, Lord Cavendish, 2010-) バーリントン卿の息子
3. ファーネスのキャヴェンディッシュ男爵リチャード・ヒュー・キャヴェンディッシュ（英語版） (Richard Hugh Cavendish, Baron Cavendish of Furness, 1941-) 9代公の弟リチャード・フレデリック・キャヴェンディッシュ卿（英語版）の孫
4. フレデリック・リチャード・トビー・キャヴェンディッシュ閣下 (Hon. Frederick Richard Toby Cavendish, 1972-) ファーネスのキャヴェンディッシュ卿の息子
5. ヘンリー・オーレリアン・ウィリアム・キャヴェンディッシュ (Henry Aurelian William Cavendish, 2014-) 上記の息子
6. エドワード・オズボーン・キャヴェンディッシュ閣下 (Hon. Edward Osborne Cavendish, 1955-)  ファーネスのキャヴェンディッシュ卿の弟
7. ロナルド・サイモン・コンスタンティン・キャヴェンディッシュ (Ronald Simon Constantine Cavendish,1954-) 初代バーリントン伯の三男ヘンリー・キャヴェンディッシュ（英語版）の来孫
8. ニコラス・ピーター・ランカスター・キャヴェンディッシュ (Nicholas Peter Lancaster Cavendish, 1993-) 上記の息子
9. ジョゼフ・キャヴェンディッシュ・ポイエー (Joseph Cavendish Poirier, 1995-) 上記の従兄弟
10. マーク・フランシス・キャヴェンディッシュ (Mark Francis Cavendish, 1955-) ロナルド・キャヴェンデイッシュの弟
11. ルパート・ウィリアム・ジョン・キャヴェンディッシュ (Rupert William John Cavendish, 1962-) ロナルドとマーク・キャヴェンデイッシュの弟
12. マーティン・アレグザンダー・キャヴェンディッシュ (Martin Alexander Cavendish, 1993-) 上記の息子
13. ジョナサン・ステュワート・ロナルド・キャヴェンディッシュ (Jonathon Stewart Ronald Cavendish, 1959-) ロナルドとマークとルパート・キャヴェンディッシュの従兄弟
14. セオドア・ロビン・キャヴェンディッシュ (Theodore Robin Cavendish, 1996-) 上記の息子
15. リチャード・ゴードン・ジョン・キャヴェンディッシュ (Richard Gordon John Cavendish, 1996-) ロナルドとマークとルパートとジョナサン・キャヴェンディッシュの四従兄弟
16. チャールズ・ウィリアム・ゴードン・キャヴェンディッシュ (Richard Gordon John Cavendish, 1975-) 上記の息子
17. ウィリアム・アルウィン・チャールズ・チチェスター・キャヴェンディッシュ (William Alwyn Charles Chichester Cavendish, 1956-) リチャード・ゴードン・ジョン・キャヴェンディッシュの三従兄弟 [注釈 1]
18. マイルズ・ジョゼフ・チャールズ・キャヴェンディッシュ (Myles Joseph Charles Cavendish, 1991-) 上記の息子
19. マーク・アンドリュー・ライオネル・コンプトン・キャヴェンディッシュ (Mark Andrew Lionel Compton Cavendish, 1958-) ウィリアム・アルウィン・キャヴェンディッシュの弟
20. ジョージ・アンドリュー・フランシス・ステュアート・キャヴェンディッシュ (Mark Andrew Lionel Compton Cavendish, 1989-) 上記の息子
21. エドワード・チャールズ・ロバート・ピトケアン・キャヴェンディッシュ (Edward Charles Robert Pitcairn Cavendish, 1994-) 上記の弟
22. リチャード・ブレイク・デルマー・キャヴェンディッシュ (Richard Blake Delmar Cavendish, 1916-) ロナルド、マーク、フランシス、ルパート、ジョナサン、リチャード・ゴードン・ジョン、ウィリアム・アルウィン、マーク・アンドリュー・キャヴェンディッシュの三従兄弟の子
23. アンソニー・リー・キャベル (Anthony Leigh Cable, 1942-) 上記の息子
24. エイドリアン・ピーター・デルマー・キャヴェンディッシュ (Adrian Peter Delmar Cavendish, 1947-) アンソニー・リー・キャベルの又従兄弟
25. ジョン・スペンサー・キャヴェンディッシュ (John Spencer Cavendish, 1987-) 上記の息子
26. ウィリアム・アンソニー・デルマー・キャヴェンディッシュ (William Anthony Delmar Cavendish, 1952-) エイドリアン・キャヴェンディッシュの従兄弟
27. エドワード・ウィリアム・ヘンリー・デルマー・キャヴェンディッシュ (Edward William Henry Delmar Cavendish , 1987-) 上記の息子
28. 第7代チェシャム男爵チャールズ・グレイ・コンプトン・キャヴェンディッシュ（英語版） (Charles Grey Compton Cavendish , 1974-) 初代バーリントン伯爵の四男初代チェシャム男爵（英語版）の昆孫
29. オリバー・ニコラス・ブルース・キャヴェンディッシュ閣下 (Hon. Oliver Nicholas Bruce Cavendish, 2007-) チェシャム卿の息子
30. ウィリアム・ジョージ・グレイ・キャンディッシュ閣下 (Hon. William George Gray Cavendish, 1980-) チェシャム卿の弟
31. ジョン・チャールズ・グレゴリー・キャヴェンディッシュ閣下 (Hon. John Charles Gregory Cavendish, 1952-) チェシャム卿の叔父
32. ルパート・エドワード・グレヴィル・キャヴェンディッシュ (Rupert Edward Greville Cavendish, 1955-) 第2代チェシャム男爵（英語版）の玄孫
33. ピアーズ・アンソニー・チャールズ・キャヴェンディッシュ (Piers Antony Charles Cavendish, 1956-) 上記の弟
34. パトリック・アレグザンダー・マイケル・キャヴェンディッシュ (Patrick Alexander Michael Cavendish, 1990-) 上記の息子

## 家系図
| | | | | | |  |  | サー・ウィリアム・キャヴェンディッシュ (1505頃–1557) m.(3) ベス・オブ・ハードウィック                   | | | | | | | | | |                                                                   |                                                                   | | | | | | |                                                               |                                                               |                                                                                   |                                                                                   |                                                                                   |                                                                                   |                                                                                   |                                                                                   |  |  |  |  |  |  |  |  |  |  |  |  |  |  |  |  |  |  |  |  |  |  |  |  |
| | | | | | |  |  | | | | | | | | | | |                                                                   |                                                                   | | | | | | |                                                               |                                                               |                                                                                   |                                                                                   |                                                                                   |                                                                                   |                                                                                   |                                                                                   |  |  |  |  |  |  |  |  |  |  |  |  |  |  |  |  |  |  |  |  |  |  |  |  |
| | | | | | |  |  | | | | | | | | | | |                                                                   |                                                                   | | | | | | |                                                               |                                                               |                                                                                   |                                                                                   |                                                                                   |                                                                                   |                                                                                   |                                                                                   |  |  |  |  |  |  |  |  |  |  |  |  |  |  |  |  |  |  |  |  |  |  |  |  |
| 1618年デヴォンシャー伯                                                                              | | | | | |  |  | | | | | | | | | | |                                                                   |                                                                   | | | | | | |                                                               |                                                               |                                                                                   |                                                                                   |                                                                                   |                                                                                   |                                                                                   |                                                                                   |  |  |  |  |  |  |  |  |  |  |  |  |  |  |  |  |  |  |  |  |  |  |  |  |
| 初代デヴォンシャー伯 ウィリアム・キャヴェンディッシュ (1552–1626)                                   | 初代デヴォンシャー伯 ウィリアム・キャヴェンディッシュ (1552–1626)                                   | 初代デヴォンシャー伯 ウィリアム・キャヴェンディッシュ (1552–1626)                                   | 初代デヴォンシャー伯 ウィリアム・キャヴェンディッシュ (1552–1626)                                   | 初代デヴォンシャー伯 ウィリアム・キャヴェンディッシュ (1552–1626)                                   | 初代デヴォンシャー伯 ウィリアム・キャヴェンディッシュ (1552–1626)                                   |  |  | | | | | | | | | チャールズ・キャヴェンディッシュ (1553–1617)                                                        | チャールズ・キャヴェンディッシュ (1553–1617)                                                        | チャールズ・キャヴェンディッシュ (1553–1617)                      | チャールズ・キャヴェンディッシュ (1553–1617)                      | チャールズ・キャヴェンディッシュ (1553–1617)                                                               | チャールズ・キャヴェンディッシュ (1553–1617)                                                               | | | | |                                                               |                                                               |                                                                                   |                                                                                   |                                                                                   |                                                                                   |                                                                                   |                                                                                   |  |  |  |  |  |  |  |  |  |  |  |  |  |  |  |  |  |  |  |  |  |  |  |  |
| 初代デヴォンシャー伯 ウィリアム・キャヴェンディッシュ (1552–1626)                                   | 初代デヴォンシャー伯 ウィリアム・キャヴェンディッシュ (1552–1626)                                   | 初代デヴォンシャー伯 ウィリアム・キャヴェンディッシュ (1552–1626)                                   | 初代デヴォンシャー伯 ウィリアム・キャヴェンディッシュ (1552–1626)                                   | 初代デヴォンシャー伯 ウィリアム・キャヴェンディッシュ (1552–1626)                                   | 初代デヴォンシャー伯 ウィリアム・キャヴェンディッシュ (1552–1626)                                   |  |  | | | | | | | | | チャールズ・キャヴェンディッシュ (1553–1617)                                                        | チャールズ・キャヴェンディッシュ (1553–1617)                                                        | チャールズ・キャヴェンディッシュ (1553–1617)                      | チャールズ・キャヴェンディッシュ (1553–1617)                      | チャールズ・キャヴェンディッシュ (1553–1617)                                                               | チャールズ・キャヴェンディッシュ (1553–1617)                                                               | | | | |                                                               |                                                               |                                                                                   |                                                                                   |                                                                                   |                                                                                   |                                                                                   |                                                                                   |  |  |  |  |  |  |  |  |  |  |  |  |  |  |  |  |  |  |  |  |  |  |  |  |
| | | | | | |  |  | | | | | | | | | 1665年ニューカッスル公                                                                              | |                                                                   |                                                                   | | | | | | |                                                               |                                                               |                                                                                   |                                                                                   |                                                                                   |                                                                                   |                                                                                   |                                                                                   |  |  |  |  |  |  |  |  |  |  |  |  |  |  |  |  |  |  |  |  |  |  |  |  |
| 2代デヴォンシャー伯 ウィリアム・キャヴェンディッシュ (1591–1628)                                    | 2代デヴォンシャー伯 ウィリアム・キャヴェンディッシュ (1591–1628)                                    | 2代デヴォンシャー伯 ウィリアム・キャヴェンディッシュ (1591–1628)                                    | 2代デヴォンシャー伯 ウィリアム・キャヴェンディッシュ (1591–1628)                                    | 2代デヴォンシャー伯 ウィリアム・キャヴェンディッシュ (1591–1628)                                    | 2代デヴォンシャー伯 ウィリアム・キャヴェンディッシュ (1591–1628)                                    |  |  | | | | | | | | | 初代ニューカッスル公 ウィリアム・キャヴェンディッシュ (1592–1676)                                   | 初代ニューカッスル公 ウィリアム・キャヴェンディッシュ (1592–1676)                                   | 初代ニューカッスル公 ウィリアム・キャヴェンディッシュ (1592–1676) | 初代ニューカッスル公 ウィリアム・キャヴェンディッシュ (1592–1676) | 初代ニューカッスル公 ウィリアム・キャヴェンディッシュ (1592–1676)                                          | 初代ニューカッスル公 ウィリアム・キャヴェンディッシュ (1592–1676)                                          | | | | |                                                               |                                                               |                                                                                   |                                                                                   |                                                                                   |                                                                                   |                                                                                   |                                                                                   |  |  |  |  |  |  |  |  |  |  |  |  |  |  |  |  |  |  |  |  |  |  |  |  |
| 2代デヴォンシャー伯 ウィリアム・キャヴェンディッシュ (1591–1628)                                    | 2代デヴォンシャー伯 ウィリアム・キャヴェンディッシュ (1591–1628)                                    | 2代デヴォンシャー伯 ウィリアム・キャヴェンディッシュ (1591–1628)                                    | 2代デヴォンシャー伯 ウィリアム・キャヴェンディッシュ (1591–1628)                                    | 2代デヴォンシャー伯 ウィリアム・キャヴェンディッシュ (1591–1628)                                    | 2代デヴォンシャー伯 ウィリアム・キャヴェンディッシュ (1591–1628)                                    |  |  | | | | | | | | | 初代ニューカッスル公 ウィリアム・キャヴェンディッシュ (1592–1676)                                   | 初代ニューカッスル公 ウィリアム・キャヴェンディッシュ (1592–1676)                                   | 初代ニューカッスル公 ウィリアム・キャヴェンディッシュ (1592–1676) | 初代ニューカッスル公 ウィリアム・キャヴェンディッシュ (1592–1676) | 初代ニューカッスル公 ウィリアム・キャヴェンディッシュ (1592–1676)                                          | 初代ニューカッスル公 ウィリアム・キャヴェンディッシュ (1592–1676)                                          | | | | |                                                               |                                                               |                                                                                   |                                                                                   |                                                                                   |                                                                                   |                                                                                   |                                                                                   |  |  |  |  |  |  |  |  |  |  |  |  |  |  |  |  |  |  |  |  |  |  |  |  |
| | | | | | |  |  | | | | | | | | | | |                                                                   |                                                                   | | | | | | |                                                               |                                                               |                                                                                   |                                                                                   |                                                                                   |                                                                                   |                                                                                   |                                                                                   |  |  |  |  |  |  |  |  |  |  |  |  |  |  |  |  |  |  |  |  |  |  |  |  |
| 3代デヴォンシャー伯 ウィリアム・キャヴェンディッシュ (1617–1684)                                    | 3代デヴォンシャー伯 ウィリアム・キャヴェンディッシュ (1617–1684)                                    | 3代デヴォンシャー伯 ウィリアム・キャヴェンディッシュ (1617–1684)                                    | 3代デヴォンシャー伯 ウィリアム・キャヴェンディッシュ (1617–1684)                                    | 3代デヴォンシャー伯 ウィリアム・キャヴェンディッシュ (1617–1684)                                    | 3代デヴォンシャー伯 ウィリアム・キャヴェンディッシュ (1617–1684)                                    |  |  | チャールズ・キャヴェンディッシュ (1620–1643)                                                            | チャールズ・キャヴェンディッシュ (1620–1643)                                                            | チャールズ・キャヴェンディッシュ (1620–1643)                                                            | チャールズ・キャヴェンディッシュ (1620–1643)                                                            | チャールズ・キャヴェンディッシュ (1620–1643)                                                            | チャールズ・キャヴェンディッシュ (1620–1643)                                                            | | | 2代ニューカッスル公 ヘンリー・キャヴェンディッシュ (1630–1691)                                      | 2代ニューカッスル公 ヘンリー・キャヴェンディッシュ (1630–1691)                                      | 2代ニューカッスル公 ヘンリー・キャヴェンディッシュ (1630–1691)    | 2代ニューカッスル公 ヘンリー・キャヴェンディッシュ (1630–1691)    | 2代ニューカッスル公 ヘンリー・キャヴェンディッシュ (1630–1691)                                             | 2代ニューカッスル公 ヘンリー・キャヴェンディッシュ (1630–1691)                                             | | | | |                                                               |                                                               |                                                                                   |                                                                                   |                                                                                   |                                                                                   |                                                                                   |                                                                                   |  |  |  |  |  |  |  |  |  |  |  |  |  |  |  |  |  |  |  |  |  |  |  |  |
| 3代デヴォンシャー伯 ウィリアム・キャヴェンディッシュ (1617–1684)                                    | 3代デヴォンシャー伯 ウィリアム・キャヴェンディッシュ (1617–1684)                                    | 3代デヴォンシャー伯 ウィリアム・キャヴェンディッシュ (1617–1684)                                    | 3代デヴォンシャー伯 ウィリアム・キャヴェンディッシュ (1617–1684)                                    | 3代デヴォンシャー伯 ウィリアム・キャヴェンディッシュ (1617–1684)                                    | 3代デヴォンシャー伯 ウィリアム・キャヴェンディッシュ (1617–1684)                                    |  |  | チャールズ・キャヴェンディッシュ (1620–1643)                                                            | チャールズ・キャヴェンディッシュ (1620–1643)                                                            | チャールズ・キャヴェンディッシュ (1620–1643)                                                            | チャールズ・キャヴェンディッシュ (1620–1643)                                                            | チャールズ・キャヴェンディッシュ (1620–1643)                                                            | チャールズ・キャヴェンディッシュ (1620–1643)                                                            | | | 2代ニューカッスル公 ヘンリー・キャヴェンディッシュ (1630–1691)                                      | 2代ニューカッスル公 ヘンリー・キャヴェンディッシュ (1630–1691)                                      | 2代ニューカッスル公 ヘンリー・キャヴェンディッシュ (1630–1691)    | 2代ニューカッスル公 ヘンリー・キャヴェンディッシュ (1630–1691)    | 2代ニューカッスル公 ヘンリー・キャヴェンディッシュ (1630–1691)                                             | 2代ニューカッスル公 ヘンリー・キャヴェンディッシュ (1630–1691)                                             | ニューカッスル公廃絶                                                                                       | | | |                                                               |                                                               |                                                                                   |                                                                                   |                                                                                   |                                                                                   |                                                                                   |                                                                                   |  |  |  |  |  |  |  |  |  |  |  |  |  |  |  |  |  |  |  |  |  |  |  |  |
| 1694年デヴォンシャー公                                                                              | | | | | |  |  | | | | | | | | | | |                                                                   |                                                                   | | | | | | |                                                               |                                                               |                                                                                   |                                                                                   |                                                                                   |                                                                                   |                                                                                   |                                                                                   |  |  |  |  |  |  |  |  |  |  |  |  |  |  |  |  |  |  |  |  |  |  |  |  |
| 初代デヴォンシャー公 4代デヴォンシャー伯 ウィリアム・キャヴェンディッシュ (1640–1707)               | | | | | |  |  | | | | | | | | | | |                                                                   |                                                                   | | | | | | |                                                               |                                                               |                                                                                   |                                                                                   |                                                                                   |                                                                                   |                                                                                   |                                                                                   |  |  |  |  |  |  |  |  |  |  |  |  |  |  |  |  |  |  |  |  |  |  |  |  |
| | | | | | |  |  | | | | | | | | | | |                                                                   |                                                                   | | | | | | |                                                               |                                                               |                                                                                   |                                                                                   |                                                                                   |                                                                                   |                                                                                   |                                                                                   |  |  |  |  |  |  |  |  |  |  |  |  |  |  |  |  |  |  |  |  |  |  |  |  |
| | | | | | |  |  | | | | | | | | | | |                                                                   |                                                                   | | | | | | |                                                               |                                                               |                                                                                   |                                                                                   |                                                                                   |                                                                                   |                                                                                   |                                                                                   |  |  |  |  |  |  |  |  |  |  |  |  |  |  |  |  |  |  |  |  |  |  |  |  |
| 2代デヴォンシャー公 5代デヴォンシャー伯 ウィリアム・キャヴェンディッシュ (1672–1729)                | 2代デヴォンシャー公 5代デヴォンシャー伯 ウィリアム・キャヴェンディッシュ (1672–1729)                | 2代デヴォンシャー公 5代デヴォンシャー伯 ウィリアム・キャヴェンディッシュ (1672–1729)                | 2代デヴォンシャー公 5代デヴォンシャー伯 ウィリアム・キャヴェンディッシュ (1672–1729)                | 2代デヴォンシャー公 5代デヴォンシャー伯 ウィリアム・キャヴェンディッシュ (1672–1729)                | 2代デヴォンシャー公 5代デヴォンシャー伯 ウィリアム・キャヴェンディッシュ (1672–1729)                |  |  | ヘンリー・キャヴェンディッシュ (1673–1700)                                                              | ヘンリー・キャヴェンディッシュ (1673–1700)                                                              | ヘンリー・キャヴェンディッシュ (1673–1700)                                                              | ヘンリー・キャヴェンディッシュ (1673–1700)                                                              | ヘンリー・キャヴェンディッシュ (1673–1700)                                                              | ヘンリー・キャヴェンディッシュ (1673–1700)                                                              | | | ジェイムズ・キャヴェンディッシュ (1707頃–1751)                                                      | ジェイムズ・キャヴェンディッシュ (1707頃–1751)                                                      | ジェイムズ・キャヴェンディッシュ (1707頃–1751)                    | ジェイムズ・キャヴェンディッシュ (1707頃–1751)                    | ジェイムズ・キャヴェンディッシュ (1707頃–1751)                                                             | ジェイムズ・キャヴェンディッシュ (1707頃–1751)                                                             | | | | |                                                               |                                                               |                                                                                   |                                                                                   |                                                                                   |                                                                                   |                                                                                   |                                                                                   |  |  |  |  |  |  |  |  |  |  |  |  |  |  |  |  |  |  |  |  |  |  |  |  |
| 2代デヴォンシャー公 5代デヴォンシャー伯 ウィリアム・キャヴェンディッシュ (1672–1729)                | 2代デヴォンシャー公 5代デヴォンシャー伯 ウィリアム・キャヴェンディッシュ (1672–1729)                | 2代デヴォンシャー公 5代デヴォンシャー伯 ウィリアム・キャヴェンディッシュ (1672–1729)                | 2代デヴォンシャー公 5代デヴォンシャー伯 ウィリアム・キャヴェンディッシュ (1672–1729)                | 2代デヴォンシャー公 5代デヴォンシャー伯 ウィリアム・キャヴェンディッシュ (1672–1729)                | 2代デヴォンシャー公 5代デヴォンシャー伯 ウィリアム・キャヴェンディッシュ (1672–1729)                |  |  | ヘンリー・キャヴェンディッシュ (1673–1700)                                                              | ヘンリー・キャヴェンディッシュ (1673–1700)                                                              | ヘンリー・キャヴェンディッシュ (1673–1700)                                                              | ヘンリー・キャヴェンディッシュ (1673–1700)                                                              | ヘンリー・キャヴェンディッシュ (1673–1700)                                                              | ヘンリー・キャヴェンディッシュ (1673–1700)                                                              | | | ジェイムズ・キャヴェンディッシュ (1707頃–1751)                                                      | ジェイムズ・キャヴェンディッシュ (1707頃–1751)                                                      | ジェイムズ・キャヴェンディッシュ (1707頃–1751)                    | ジェイムズ・キャヴェンディッシュ (1707頃–1751)                    | ジェイムズ・キャヴェンディッシュ (1707頃–1751)                                                             | ジェイムズ・キャヴェンディッシュ (1707頃–1751)                                                             | | | | |                                                               |                                                               |                                                                                   |                                                                                   |                                                                                   |                                                                                   |                                                                                   |                                                                                   |  |  |  |  |  |  |  |  |  |  |  |  |  |  |  |  |  |  |  |  |  |  |  |  |
| | | | | | |  |  | | | | | | | | | | |                                                                   |                                                                   | | | | | | |                                                               |                                                               |                                                                                   |                                                                                   |                                                                                   |                                                                                   |                                                                                   |                                                                                   |  |  |  |  |  |  |  |  |  |  |  |  |  |  |  |  |  |  |  |  |  |  |  |  |
| 3代デヴォンシャー公 6代デヴォンシャー伯 ウィリアム・キャヴェンディッシュ (1698–1755)                | 3代デヴォンシャー公 6代デヴォンシャー伯 ウィリアム・キャヴェンディッシュ (1698–1755)                | 3代デヴォンシャー公 6代デヴォンシャー伯 ウィリアム・キャヴェンディッシュ (1698–1755)                | 3代デヴォンシャー公 6代デヴォンシャー伯 ウィリアム・キャヴェンディッシュ (1698–1755)                | 3代デヴォンシャー公 6代デヴォンシャー伯 ウィリアム・キャヴェンディッシュ (1698–1755)                | 3代デヴォンシャー公 6代デヴォンシャー伯 ウィリアム・キャヴェンディッシュ (1698–1755)                |  |  | ジェイムズ・キャヴェンディッシュ (1701–1741)                                                            | ジェイムズ・キャヴェンディッシュ (1701–1741)                                                            | ジェイムズ・キャヴェンディッシュ (1701–1741)                                                            | ジェイムズ・キャヴェンディッシュ (1701–1741)                                                            | ジェイムズ・キャヴェンディッシュ (1701–1741)                                                            | ジェイムズ・キャヴェンディッシュ (1701–1741)                                                            | | | チャールズ・キャヴェンディッシュ (1704–1783)                                                        | チャールズ・キャヴェンディッシュ (1704–1783)                                                        | チャールズ・キャヴェンディッシュ (1704–1783)                      | チャールズ・キャヴェンディッシュ (1704–1783)                      | チャールズ・キャヴェンディッシュ (1704–1783)                                                               | チャールズ・キャヴェンディッシュ (1704–1783)                                                               | | | | |                                                               |                                                               |                                                                                   |                                                                                   |                                                                                   |                                                                                   |                                                                                   |                                                                                   |  |  |  |  |  |  |  |  |  |  |  |  |  |  |  |  |  |  |  |  |  |  |  |  |
| 3代デヴォンシャー公 6代デヴォンシャー伯 ウィリアム・キャヴェンディッシュ (1698–1755)                | 3代デヴォンシャー公 6代デヴォンシャー伯 ウィリアム・キャヴェンディッシュ (1698–1755)                | 3代デヴォンシャー公 6代デヴォンシャー伯 ウィリアム・キャヴェンディッシュ (1698–1755)                | 3代デヴォンシャー公 6代デヴォンシャー伯 ウィリアム・キャヴェンディッシュ (1698–1755)                | 3代デヴォンシャー公 6代デヴォンシャー伯 ウィリアム・キャヴェンディッシュ (1698–1755)                | 3代デヴォンシャー公 6代デヴォンシャー伯 ウィリアム・キャヴェンディッシュ (1698–1755)                |  |  | ジェイムズ・キャヴェンディッシュ (1701–1741)                                                            | ジェイムズ・キャヴェンディッシュ (1701–1741)                                                            | ジェイムズ・キャヴェンディッシュ (1701–1741)                                                            | ジェイムズ・キャヴェンディッシュ (1701–1741)                                                            | ジェイムズ・キャヴェンディッシュ (1701–1741)                                                            | ジェイムズ・キャヴェンディッシュ (1701–1741)                                                            | | | チャールズ・キャヴェンディッシュ (1704–1783)                                                        | チャールズ・キャヴェンディッシュ (1704–1783)                                                        | チャールズ・キャヴェンディッシュ (1704–1783)                      | チャールズ・キャヴェンディッシュ (1704–1783)                      | チャールズ・キャヴェンディッシュ (1704–1783)                                                               | チャールズ・キャヴェンディッシュ (1704–1783)                                                               | | | | |                                                               |                                                               |                                                                                   |                                                                                   |                                                                                   |                                                                                   |                                                                                   |                                                                                   |  |  |  |  |  |  |  |  |  |  |  |  |  |  |  |  |  |  |  |  |  |  |  |  |
| | | | | | |  |  | | | | | | | | | ヘンリー・キャヴェンディッシュ (1731–1810) (科学者)                                                 | |                                                                   |                                                                   | | | | | | |                                                               |                                                               |                                                                                   |                                                                                   |                                                                                   |                                                                                   |                                                                                   |                                                                                   |  |  |  |  |  |  |  |  |  |  |  |  |  |  |  |  |  |  |  |  |  |  |  |  |
| | | | | | |  |  | | | | | | | | | | |                                                                   |                                                                   | | | | | | |                                                               |                                                               |                                                                                   |                                                                                   |                                                                                   |                                                                                   |                                                                                   |                                                                                   |  |  |  |  |  |  |  |  |  |  |  |  |  |  |  |  |  |  |  |  |  |  |  |  |
| | | | | | |  |  | | | | | | | | | | |                                                                   |                                                                   | | | | | | |                                                               |                                                               |                                                                                   |                                                                                   |                                                                                   |                                                                                   |                                                                                   |                                                                                   |  |  |  |  |  |  |  |  |  |  |  |  |  |  |  |  |  |  |  |  |  |  |  |  |
| 4代デヴォンシャー公 7代デヴォンシャー伯 ウィリアム・キャヴェンディッシュ (1720–1764) (首相 1756–57) | 4代デヴォンシャー公 7代デヴォンシャー伯 ウィリアム・キャヴェンディッシュ (1720–1764) (首相 1756–57) | 4代デヴォンシャー公 7代デヴォンシャー伯 ウィリアム・キャヴェンディッシュ (1720–1764) (首相 1756–57) | 4代デヴォンシャー公 7代デヴォンシャー伯 ウィリアム・キャヴェンディッシュ (1720–1764) (首相 1756–57) | 4代デヴォンシャー公 7代デヴォンシャー伯 ウィリアム・キャヴェンディッシュ (1720–1764) (首相 1756–57) | 4代デヴォンシャー公 7代デヴォンシャー伯 ウィリアム・キャヴェンディッシュ (1720–1764) (首相 1756–57) |  |  | ジョージ・キャヴェンディッシュ (1727–1794)                                                              | ジョージ・キャヴェンディッシュ (1727–1794)                                                              | ジョージ・キャヴェンディッシュ (1727–1794)                                                              | ジョージ・キャヴェンディッシュ (1727–1794)                                                              | ジョージ・キャヴェンディッシュ (1727–1794)                                                              | ジョージ・キャヴェンディッシュ (1727–1794)                                                              | | | フレデリック・キャヴェンディッシュ (1729–1803)                                                      | フレデリック・キャヴェンディッシュ (1729–1803)                                                      | フレデリック・キャヴェンディッシュ (1729–1803)                    | フレデリック・キャヴェンディッシュ (1729–1803)                    | フレデリック・キャヴェンディッシュ (1729–1803)                                                             | フレデリック・キャヴェンディッシュ (1729–1803)                                                             | | | ジョン・キャヴェンディッシュ (1732–1796) (財務大臣)                                                        | ジョン・キャヴェンディッシュ (1732–1796) (財務大臣)                                                        | ジョン・キャヴェンディッシュ (1732–1796) (財務大臣)           | ジョン・キャヴェンディッシュ (1732–1796) (財務大臣)           | ジョン・キャヴェンディッシュ (1732–1796) (財務大臣)                               | ジョン・キャヴェンディッシュ (1732–1796) (財務大臣)                               |                                                                                   |                                                                                   |                                                                                   |                                                                                   |  |  |  |  |  |  |  |  |  |  |  |  |  |  |  |  |  |  |  |  |  |  |  |  |
| 4代デヴォンシャー公 7代デヴォンシャー伯 ウィリアム・キャヴェンディッシュ (1720–1764) (首相 1756–57) | 4代デヴォンシャー公 7代デヴォンシャー伯 ウィリアム・キャヴェンディッシュ (1720–1764) (首相 1756–57) | 4代デヴォンシャー公 7代デヴォンシャー伯 ウィリアム・キャヴェンディッシュ (1720–1764) (首相 1756–57) | 4代デヴォンシャー公 7代デヴォンシャー伯 ウィリアム・キャヴェンディッシュ (1720–1764) (首相 1756–57) | 4代デヴォンシャー公 7代デヴォンシャー伯 ウィリアム・キャヴェンディッシュ (1720–1764) (首相 1756–57) | 4代デヴォンシャー公 7代デヴォンシャー伯 ウィリアム・キャヴェンディッシュ (1720–1764) (首相 1756–57) |  |  | ジョージ・キャヴェンディッシュ (1727–1794)                                                              | ジョージ・キャヴェンディッシュ (1727–1794)                                                              | ジョージ・キャヴェンディッシュ (1727–1794)                                                              | ジョージ・キャヴェンディッシュ (1727–1794)                                                              | ジョージ・キャヴェンディッシュ (1727–1794)                                                              | ジョージ・キャヴェンディッシュ (1727–1794)                                                              | | | フレデリック・キャヴェンディッシュ (1729–1803)                                                      | フレデリック・キャヴェンディッシュ (1729–1803)                                                      | フレデリック・キャヴェンディッシュ (1729–1803)                    | フレデリック・キャヴェンディッシュ (1729–1803)                    | フレデリック・キャヴェンディッシュ (1729–1803)                                                             | フレデリック・キャヴェンディッシュ (1729–1803)                                                             | | | ジョン・キャヴェンディッシュ (1732–1796) (財務大臣)                                                        | ジョン・キャヴェンディッシュ (1732–1796) (財務大臣)                                                        | ジョン・キャヴェンディッシュ (1732–1796) (財務大臣)           | ジョン・キャヴェンディッシュ (1732–1796) (財務大臣)           | ジョン・キャヴェンディッシュ (1732–1796) (財務大臣)                               | ジョン・キャヴェンディッシュ (1732–1796) (財務大臣)                               |                                                                                   |                                                                                   |                                                                                   |                                                                                   |  |  |  |  |  |  |  |  |  |  |  |  |  |  |  |  |  |  |  |  |  |  |  |  |
| | | | | | |  |  | | | | | | | | | | |                                                                   |                                                                   | | | | | | |                                                               |                                                               |                                                                                   |                                                                                   |                                                                                   |                                                                                   |                                                                                   |                                                                                   |  |  |  |  |  |  |  |  |  |  |  |  |  |  |  |  |  |  |  |  |  |  |  |  |
| | | | | | |  |  | | | | | | | | | | |                                                                   |                                                                   | | | | | 1831年バーリントン伯                                                                                       | |                                                               |                                                               |                                                                                   |                                                                                   |                                                                                   |                                                                                   |                                                                                   |                                                                                   |  |  |  |  |  |  |  |  |  |  |  |  |  |  |  |  |  |  |  |  |  |  |  |  |
| 5代デヴォンシャー公 8代デヴォンシャー伯 ウィリアム・キャヴェンディッシュ (1748–1811)                | 5代デヴォンシャー公 8代デヴォンシャー伯 ウィリアム・キャヴェンディッシュ (1748–1811)                | 5代デヴォンシャー公 8代デヴォンシャー伯 ウィリアム・キャヴェンディッシュ (1748–1811)                | 5代デヴォンシャー公 8代デヴォンシャー伯 ウィリアム・キャヴェンディッシュ (1748–1811)                | 5代デヴォンシャー公 8代デヴォンシャー伯 ウィリアム・キャヴェンディッシュ (1748–1811)                | 5代デヴォンシャー公 8代デヴォンシャー伯 ウィリアム・キャヴェンディッシュ (1748–1811)                |  |  | ドロシー・キャヴェンディッシュ (1750–1794) m. 3代ポートランド公 (首相 1783, 1807–09)                    | ドロシー・キャヴェンディッシュ (1750–1794) m. 3代ポートランド公 (首相 1783, 1807–09)                    | ドロシー・キャヴェンディッシュ (1750–1794) m. 3代ポートランド公 (首相 1783, 1807–09)                    | ドロシー・キャヴェンディッシュ (1750–1794) m. 3代ポートランド公 (首相 1783, 1807–09)                    | ドロシー・キャヴェンディッシュ (1750–1794) m. 3代ポートランド公 (首相 1783, 1807–09)                    | ドロシー・キャヴェンディッシュ (1750–1794) m. 3代ポートランド公 (首相 1783, 1807–09)                    | | | リチャード・キャヴェンディッシュ (1752–1781)                                                        | リチャード・キャヴェンディッシュ (1752–1781)                                                        | リチャード・キャヴェンディッシュ (1752–1781)                      | リチャード・キャヴェンディッシュ (1752–1781)                      | リチャード・キャヴェンディッシュ (1752–1781)                                                               | リチャード・キャヴェンディッシュ (1752–1781)                                                               | | | 初代バーリントン伯 ジョージ・キャヴェンディッシュ (1754–1834)                                              | 初代バーリントン伯 ジョージ・キャヴェンディッシュ (1754–1834)                                              | 初代バーリントン伯 ジョージ・キャヴェンディッシュ (1754–1834) | 初代バーリントン伯 ジョージ・キャヴェンディッシュ (1754–1834) | 初代バーリントン伯 ジョージ・キャヴェンディッシュ (1754–1834)                     | 初代バーリントン伯 ジョージ・キャヴェンディッシュ (1754–1834)                     |                                                                                   |                                                                                   |                                                                                   |                                                                                   |  |  |  |  |  |  |  |  |  |  |  |  |  |  |  |  |  |  |  |  |  |  |  |  |
| 5代デヴォンシャー公 8代デヴォンシャー伯 ウィリアム・キャヴェンディッシュ (1748–1811)                | 5代デヴォンシャー公 8代デヴォンシャー伯 ウィリアム・キャヴェンディッシュ (1748–1811)                | 5代デヴォンシャー公 8代デヴォンシャー伯 ウィリアム・キャヴェンディッシュ (1748–1811)                | 5代デヴォンシャー公 8代デヴォンシャー伯 ウィリアム・キャヴェンディッシュ (1748–1811)                | 5代デヴォンシャー公 8代デヴォンシャー伯 ウィリアム・キャヴェンディッシュ (1748–1811)                | 5代デヴォンシャー公 8代デヴォンシャー伯 ウィリアム・キャヴェンディッシュ (1748–1811)                |  |  | ドロシー・キャヴェンディッシュ (1750–1794) m. 3代ポートランド公 (首相 1783, 1807–09)                    | ドロシー・キャヴェンディッシュ (1750–1794) m. 3代ポートランド公 (首相 1783, 1807–09)                    | ドロシー・キャヴェンディッシュ (1750–1794) m. 3代ポートランド公 (首相 1783, 1807–09)                    | ドロシー・キャヴェンディッシュ (1750–1794) m. 3代ポートランド公 (首相 1783, 1807–09)                    | ドロシー・キャヴェンディッシュ (1750–1794) m. 3代ポートランド公 (首相 1783, 1807–09)                    | ドロシー・キャヴェンディッシュ (1750–1794) m. 3代ポートランド公 (首相 1783, 1807–09)                    | | | リチャード・キャヴェンディッシュ (1752–1781)                                                        | リチャード・キャヴェンディッシュ (1752–1781)                                                        | リチャード・キャヴェンディッシュ (1752–1781)                      | リチャード・キャヴェンディッシュ (1752–1781)                      | リチャード・キャヴェンディッシュ (1752–1781)                                                               | リチャード・キャヴェンディッシュ (1752–1781)                                                               | | | 初代バーリントン伯 ジョージ・キャヴェンディッシュ (1754–1834)                                              | 初代バーリントン伯 ジョージ・キャヴェンディッシュ (1754–1834)                                              | 初代バーリントン伯 ジョージ・キャヴェンディッシュ (1754–1834) | 初代バーリントン伯 ジョージ・キャヴェンディッシュ (1754–1834) | 初代バーリントン伯 ジョージ・キャヴェンディッシュ (1754–1834)                     | 初代バーリントン伯 ジョージ・キャヴェンディッシュ (1754–1834)                     |                                                                                   |                                                                                   |                                                                                   |                                                                                   |  |  |  |  |  |  |  |  |  |  |  |  |  |  |  |  |  |  |  |  |  |  |  |  |
| | | | | | |  |  | | | | | | | | | | |                                                                   |                                                                   | | | | | | |                                                               |                                                               |                                                                                   |                                                                                   |                                                                                   |                                                                                   |                                                                                   |                                                                                   |  |  |  |  |  |  |  |  |  |  |  |  |  |  |  |  |  |  |  |  |  |  |  |  |
| | | | | | |  |  | | | | | | | | | | |                                                                   |                                                                   | | | | | | | チェシャム男爵                                                |                                                               |                                                                                   |                                                                                   |                                                                                   |                                                                                   |                                                                                   |                                                                                   |  |  |  |  |  |  |  |  |  |  |  |  |  |  |  |  |  |  |  |  |  |  |  |  |
| 6代デヴォンシャー公 9代デヴォンシャー伯 ウィリアム・キャヴェンディッシュ (1790–1858)                | 6代デヴォンシャー公 9代デヴォンシャー伯 ウィリアム・キャヴェンディッシュ (1790–1858)                | 6代デヴォンシャー公 9代デヴォンシャー伯 ウィリアム・キャヴェンディッシュ (1790–1858)                | 6代デヴォンシャー公 9代デヴォンシャー伯 ウィリアム・キャヴェンディッシュ (1790–1858)                | 6代デヴォンシャー公 9代デヴォンシャー伯 ウィリアム・キャヴェンディッシュ (1790–1858)                | 6代デヴォンシャー公 9代デヴォンシャー伯 ウィリアム・キャヴェンディッシュ (1790–1858)                |  |  | ジョージアナ・キャヴェンディッシュ (1783–1858) m. 6代カーライル伯                                       | ジョージアナ・キャヴェンディッシュ (1783–1858) m. 6代カーライル伯                                       | ジョージアナ・キャヴェンディッシュ (1783–1858) m. 6代カーライル伯                                       | ジョージアナ・キャヴェンディッシュ (1783–1858) m. 6代カーライル伯                                       | ジョージアナ・キャヴェンディッシュ (1783–1858) m. 6代カーライル伯                                       | ジョージアナ・キャヴェンディッシュ (1783–1858) m. 6代カーライル伯                                       | | | | |                                                                   |                                                                   | ウィリアム・キャヴェンディッシュ (1783–1812)                                                               | ウィリアム・キャヴェンディッシュ (1783–1812)                                                               | ウィリアム・キャヴェンディッシュ (1783–1812)                                                               | ウィリアム・キャヴェンディッシュ (1783–1812)                                                               | ウィリアム・キャヴェンディッシュ (1783–1812)                                                               | ウィリアム・キャヴェンディッシュ (1783–1812)                                                               |                                                               |                                                               |                                                                                   |                                                                                   |                                                                                   |                                                                                   |                                                                                   |                                                                                   |  |  |  |  |  |  |  |  |  |  |  |  |  |  |  |  |  |  |  |  |  |  |  |  |
| 6代デヴォンシャー公 9代デヴォンシャー伯 ウィリアム・キャヴェンディッシュ (1790–1858)                | 6代デヴォンシャー公 9代デヴォンシャー伯 ウィリアム・キャヴェンディッシュ (1790–1858)                | 6代デヴォンシャー公 9代デヴォンシャー伯 ウィリアム・キャヴェンディッシュ (1790–1858)                | 6代デヴォンシャー公 9代デヴォンシャー伯 ウィリアム・キャヴェンディッシュ (1790–1858)                | 6代デヴォンシャー公 9代デヴォンシャー伯 ウィリアム・キャヴェンディッシュ (1790–1858)                | 6代デヴォンシャー公 9代デヴォンシャー伯 ウィリアム・キャヴェンディッシュ (1790–1858)                |  |  | ジョージアナ・キャヴェンディッシュ (1783–1858) m. 6代カーライル伯                                       | ジョージアナ・キャヴェンディッシュ (1783–1858) m. 6代カーライル伯                                       | ジョージアナ・キャヴェンディッシュ (1783–1858) m. 6代カーライル伯                                       | ジョージアナ・キャヴェンディッシュ (1783–1858) m. 6代カーライル伯                                       | ジョージアナ・キャヴェンディッシュ (1783–1858) m. 6代カーライル伯                                       | ジョージアナ・キャヴェンディッシュ (1783–1858) m. 6代カーライル伯                                       | | | | |                                                                   |                                                                   | ウィリアム・キャヴェンディッシュ (1783–1812)                                                               | ウィリアム・キャヴェンディッシュ (1783–1812)                                                               | ウィリアム・キャヴェンディッシュ (1783–1812)                                                               | ウィリアム・キャヴェンディッシュ (1783–1812)                                                               | ウィリアム・キャヴェンディッシュ (1783–1812)                                                               | ウィリアム・キャヴェンディッシュ (1783–1812)                                                               |                                                               |                                                               |                                                                                   |                                                                                   |                                                                                   |                                                                                   |                                                                                   |                                                                                   |  |  |  |  |  |  |  |  |  |  |  |  |  |  |  |  |  |  |  |  |  |  |  |  |
| | | | | | |  |  | ブランシュ・ハワード (1812–1840)                                                                        | ブランシュ・ハワード (1812–1840)                                                                        | ブランシュ・ハワード (1812–1840)                                                                        | ブランシュ・ハワード (1812–1840)                                                                        | ブランシュ・ハワード (1812–1840)                                                                        | ブランシュ・ハワード (1812–1840)                                                                        | | | | |                                                                   |                                                                   | 7代デヴォンシャー公 10代デヴォンシャー伯 2代バーリントン伯 ウィリアム・キャヴェンディッシュ (1808–1891)    | 7代デヴォンシャー公 10代デヴォンシャー伯 2代バーリントン伯 ウィリアム・キャヴェンディッシュ (1808–1891)    | 7代デヴォンシャー公 10代デヴォンシャー伯 2代バーリントン伯 ウィリアム・キャヴェンディッシュ (1808–1891)    | 7代デヴォンシャー公 10代デヴォンシャー伯 2代バーリントン伯 ウィリアム・キャヴェンディッシュ (1808–1891)    | 7代デヴォンシャー公 10代デヴォンシャー伯 2代バーリントン伯 ウィリアム・キャヴェンディッシュ (1808–1891)    | 7代デヴォンシャー公 10代デヴォンシャー伯 2代バーリントン伯 ウィリアム・キャヴェンディッシュ (1808–1891)    |                                                               |                                                               |                                                                                   |                                                                                   |                                                                                   |                                                                                   |                                                                                   |                                                                                   |  |  |  |  |  |  |  |  |  |  |  |  |  |  |  |  |  |  |  |  |  |  |  |  |
| | | | | | |  |  | ブランシュ・ハワード (1812–1840)                                                                        | ブランシュ・ハワード (1812–1840)                                                                        | ブランシュ・ハワード (1812–1840)                                                                        | ブランシュ・ハワード (1812–1840)                                                                        | ブランシュ・ハワード (1812–1840)                                                                        | ブランシュ・ハワード (1812–1840)                                                                        | | | | |                                                                   |                                                                   | 7代デヴォンシャー公 10代デヴォンシャー伯 2代バーリントン伯 ウィリアム・キャヴェンディッシュ (1808–1891)    | 7代デヴォンシャー公 10代デヴォンシャー伯 2代バーリントン伯 ウィリアム・キャヴェンディッシュ (1808–1891)    | 7代デヴォンシャー公 10代デヴォンシャー伯 2代バーリントン伯 ウィリアム・キャヴェンディッシュ (1808–1891)    | 7代デヴォンシャー公 10代デヴォンシャー伯 2代バーリントン伯 ウィリアム・キャヴェンディッシュ (1808–1891)    | 7代デヴォンシャー公 10代デヴォンシャー伯 2代バーリントン伯 ウィリアム・キャヴェンディッシュ (1808–1891)    | 7代デヴォンシャー公 10代デヴォンシャー伯 2代バーリントン伯 ウィリアム・キャヴェンディッシュ (1808–1891)    |                                                               |                                                               |                                                                                   |                                                                                   |                                                                                   |                                                                                   |                                                                                   |                                                                                   |  |  |  |  |  |  |  |  |  |  |  |  |  |  |  |  |  |  |  |  |  |  |  |  |
| | | | | | |  |  | | | | | | | | | | |                                                                   |                                                                   | | | | | | |                                                               |                                                               |                                                                                   |                                                                                   |                                                                                   |                                                                                   |                                                                                   |                                                                                   |  |  |  |  |  |  |  |  |  |  |  |  |  |  |  |  |  |  |  |  |  |  |  |  |
| | | | | | |  |  | | | | | | | | | | |                                                                   |                                                                   | | | | | | |                                                               |                                                               |                                                                                   |                                                                                   |                                                                                   |                                                                                   |                                                                                   |                                                                                   |  |  |  |  |  |  |  |  |  |  |  |  |  |  |  |  |  |  |  |  |  |  |  |  |
| ウィリアム・キャヴェンディッシュ (1831–1834)                                                        | ウィリアム・キャヴェンディッシュ (1831–1834)                                                        | ウィリアム・キャヴェンディッシュ (1831–1834)                                                        | ウィリアム・キャヴェンディッシュ (1831–1834)                                                        | ウィリアム・キャヴェンディッシュ (1831–1834)                                                        | ウィリアム・キャヴェンディッシュ (1831–1834)                                                        |  |  | 8代デヴォンシャー公 11代デヴォンシャー伯 3代バーリントン伯 スペンサー・キャヴェンディッシュ (1833–1908) | 8代デヴォンシャー公 11代デヴォンシャー伯 3代バーリントン伯 スペンサー・キャヴェンディッシュ (1833–1908) | 8代デヴォンシャー公 11代デヴォンシャー伯 3代バーリントン伯 スペンサー・キャヴェンディッシュ (1833–1908) | 8代デヴォンシャー公 11代デヴォンシャー伯 3代バーリントン伯 スペンサー・キャヴェンディッシュ (1833–1908) | 8代デヴォンシャー公 11代デヴォンシャー伯 3代バーリントン伯 スペンサー・キャヴェンディッシュ (1833–1908) | 8代デヴォンシャー公 11代デヴォンシャー伯 3代バーリントン伯 スペンサー・キャヴェンディッシュ (1833–1908) | | | フレデリック・キャヴェンディッシュ (1836–1882)                                                      | フレデリック・キャヴェンディッシュ (1836–1882)                                                      | フレデリック・キャヴェンディッシュ (1836–1882)                    | フレデリック・キャヴェンディッシュ (1836–1882)                    | フレデリック・キャヴェンディッシュ (1836–1882)                                                             | フレデリック・キャヴェンディッシュ (1836–1882)                                                             | | | エドワード・キャヴェンディッシュ (1838–1891)                                                               | エドワード・キャヴェンディッシュ (1838–1891)                                                               | エドワード・キャヴェンディッシュ (1838–1891)                  | エドワード・キャヴェンディッシュ (1838–1891)                  | エドワード・キャヴェンディッシュ (1838–1891)                                      | エドワード・キャヴェンディッシュ (1838–1891)                                      |                                                                                   |                                                                                   |                                                                                   |                                                                                   |  |  |  |  |  |  |  |  |  |  |  |  |  |  |  |  |  |  |  |  |  |  |  |  |
| ウィリアム・キャヴェンディッシュ (1831–1834)                                                        | ウィリアム・キャヴェンディッシュ (1831–1834)                                                        | ウィリアム・キャヴェンディッシュ (1831–1834)                                                        | ウィリアム・キャヴェンディッシュ (1831–1834)                                                        | ウィリアム・キャヴェンディッシュ (1831–1834)                                                        | ウィリアム・キャヴェンディッシュ (1831–1834)                                                        |  |  | 8代デヴォンシャー公 11代デヴォンシャー伯 3代バーリントン伯 スペンサー・キャヴェンディッシュ (1833–1908) | 8代デヴォンシャー公 11代デヴォンシャー伯 3代バーリントン伯 スペンサー・キャヴェンディッシュ (1833–1908) | 8代デヴォンシャー公 11代デヴォンシャー伯 3代バーリントン伯 スペンサー・キャヴェンディッシュ (1833–1908) | 8代デヴォンシャー公 11代デヴォンシャー伯 3代バーリントン伯 スペンサー・キャヴェンディッシュ (1833–1908) | 8代デヴォンシャー公 11代デヴォンシャー伯 3代バーリントン伯 スペンサー・キャヴェンディッシュ (1833–1908) | 8代デヴォンシャー公 11代デヴォンシャー伯 3代バーリントン伯 スペンサー・キャヴェンディッシュ (1833–1908) | | | フレデリック・キャヴェンディッシュ (1836–1882)                                                      | フレデリック・キャヴェンディッシュ (1836–1882)                                                      | フレデリック・キャヴェンディッシュ (1836–1882)                    | フレデリック・キャヴェンディッシュ (1836–1882)                    | フレデリック・キャヴェンディッシュ (1836–1882)                                                             | フレデリック・キャヴェンディッシュ (1836–1882)                                                             | | | エドワード・キャヴェンディッシュ (1838–1891)                                                               | エドワード・キャヴェンディッシュ (1838–1891)                                                               | エドワード・キャヴェンディッシュ (1838–1891)                  | エドワード・キャヴェンディッシュ (1838–1891)                  | エドワード・キャヴェンディッシュ (1838–1891)                                      | エドワード・キャヴェンディッシュ (1838–1891)                                      |                                                                                   |                                                                                   |                                                                                   |                                                                                   |  |  |  |  |  |  |  |  |  |  |  |  |  |  |  |  |  |  |  |  |  |  |  |  |
| | | | | | |  |  | | | | | | | | | | |                                                                   |                                                                   | | | | | | |                                                               |                                                               |                                                                                   |                                                                                   |                                                                                   |                                                                                   |                                                                                   |                                                                                   |  |  |  |  |  |  |  |  |  |  |  |  |  |  |  |  |  |  |  |  |  |  |  |  |
| | | | | | |  |  | | | | | | | | | | |                                                                   |                                                                   | 9代デヴォンシャー公 12代デヴォンシャー伯 4代バーリントン伯 ヴィクター・キャヴェンディッシュ (1868–1938)    | 9代デヴォンシャー公 12代デヴォンシャー伯 4代バーリントン伯 ヴィクター・キャヴェンディッシュ (1868–1938)    | 9代デヴォンシャー公 12代デヴォンシャー伯 4代バーリントン伯 ヴィクター・キャヴェンディッシュ (1868–1938)    | 9代デヴォンシャー公 12代デヴォンシャー伯 4代バーリントン伯 ヴィクター・キャヴェンディッシュ (1868–1938)    | 9代デヴォンシャー公 12代デヴォンシャー伯 4代バーリントン伯 ヴィクター・キャヴェンディッシュ (1868–1938)    | 9代デヴォンシャー公 12代デヴォンシャー伯 4代バーリントン伯 ヴィクター・キャヴェンディッシュ (1868–1938)    |                                                               |                                                               | リチャード・キャヴェンディッシュ (1871–1946)                                      | リチャード・キャヴェンディッシュ (1871–1946)                                      | リチャード・キャヴェンディッシュ (1871–1946)                                      | リチャード・キャヴェンディッシュ (1871–1946)                                      | リチャード・キャヴェンディッシュ (1871–1946)                                      | リチャード・キャヴェンディッシュ (1871–1946)                                      |  |  |  |  |  |  |  |  |  |  |  |  |  |  |  |  |  |  |  |  |  |  |  |  |
| | | | | | |  |  | | | | | | | | | | |                                                                   |                                                                   | 9代デヴォンシャー公 12代デヴォンシャー伯 4代バーリントン伯 ヴィクター・キャヴェンディッシュ (1868–1938)    | 9代デヴォンシャー公 12代デヴォンシャー伯 4代バーリントン伯 ヴィクター・キャヴェンディッシュ (1868–1938)    | 9代デヴォンシャー公 12代デヴォンシャー伯 4代バーリントン伯 ヴィクター・キャヴェンディッシュ (1868–1938)    | 9代デヴォンシャー公 12代デヴォンシャー伯 4代バーリントン伯 ヴィクター・キャヴェンディッシュ (1868–1938)    | 9代デヴォンシャー公 12代デヴォンシャー伯 4代バーリントン伯 ヴィクター・キャヴェンディッシュ (1868–1938)    | 9代デヴォンシャー公 12代デヴォンシャー伯 4代バーリントン伯 ヴィクター・キャヴェンディッシュ (1868–1938)    |                                                               |                                                               | リチャード・キャヴェンディッシュ (1871–1946)                                      | リチャード・キャヴェンディッシュ (1871–1946)                                      | リチャード・キャヴェンディッシュ (1871–1946)                                      | リチャード・キャヴェンディッシュ (1871–1946)                                      | リチャード・キャヴェンディッシュ (1871–1946)                                      | リチャード・キャヴェンディッシュ (1871–1946)                                      |  |  |  |  |  |  |  |  |  |  |  |  |  |  |  |  |  |  |  |  |  |  |  |  |
| | | | | | |  |  | | | | | | | | | | |                                                                   |                                                                   | | | | | | |                                                               |                                                               |                                                                                   |                                                                                   |                                                                                   |                                                                                   |                                                                                   |                                                                                   |  |  |  |  |  |  |  |  |  |  |  |  |  |  |  |  |  |  |  |  |  |  |  |  |
| | | | | | |  |  | | | | | | | | | | |                                                                   |                                                                   | 10代デヴォンシャー公 13代デヴォンシャー伯 5代バーリントン伯 エドワード・キャヴェンディッシュ (1895–1950)   | 10代デヴォンシャー公 13代デヴォンシャー伯 5代バーリントン伯 エドワード・キャヴェンディッシュ (1895–1950)   | 10代デヴォンシャー公 13代デヴォンシャー伯 5代バーリントン伯 エドワード・キャヴェンディッシュ (1895–1950)   | 10代デヴォンシャー公 13代デヴォンシャー伯 5代バーリントン伯 エドワード・キャヴェンディッシュ (1895–1950)   | 10代デヴォンシャー公 13代デヴォンシャー伯 5代バーリントン伯 エドワード・キャヴェンディッシュ (1895–1950)   | 10代デヴォンシャー公 13代デヴォンシャー伯 5代バーリントン伯 エドワード・キャヴェンディッシュ (1895–1950)   |                                                               |                                                               | ドロシー・キャヴェンディッシュ (1900–1966) m. ハロルド・マクミラン (首相 1957–63) | ドロシー・キャヴェンディッシュ (1900–1966) m. ハロルド・マクミラン (首相 1957–63) | ドロシー・キャヴェンディッシュ (1900–1966) m. ハロルド・マクミラン (首相 1957–63) | ドロシー・キャヴェンディッシュ (1900–1966) m. ハロルド・マクミラン (首相 1957–63) | ドロシー・キャヴェンディッシュ (1900–1966) m. ハロルド・マクミラン (首相 1957–63) | ドロシー・キャヴェンディッシュ (1900–1966) m. ハロルド・マクミラン (首相 1957–63) |  |  |  |  |  |  |  |  |  |  |  |  |  |  |  |  |  |  |  |  |  |  |  |  |
| | | | | | |  |  | | | | | | | | | | |                                                                   |                                                                   | 10代デヴォンシャー公 13代デヴォンシャー伯 5代バーリントン伯 エドワード・キャヴェンディッシュ (1895–1950)   | 10代デヴォンシャー公 13代デヴォンシャー伯 5代バーリントン伯 エドワード・キャヴェンディッシュ (1895–1950)   | 10代デヴォンシャー公 13代デヴォンシャー伯 5代バーリントン伯 エドワード・キャヴェンディッシュ (1895–1950)   | 10代デヴォンシャー公 13代デヴォンシャー伯 5代バーリントン伯 エドワード・キャヴェンディッシュ (1895–1950)   | 10代デヴォンシャー公 13代デヴォンシャー伯 5代バーリントン伯 エドワード・キャヴェンディッシュ (1895–1950)   | 10代デヴォンシャー公 13代デヴォンシャー伯 5代バーリントン伯 エドワード・キャヴェンディッシュ (1895–1950)   |                                                               |                                                               | ドロシー・キャヴェンディッシュ (1900–1966) m. ハロルド・マクミラン (首相 1957–63) | ドロシー・キャヴェンディッシュ (1900–1966) m. ハロルド・マクミラン (首相 1957–63) | ドロシー・キャヴェンディッシュ (1900–1966) m. ハロルド・マクミラン (首相 1957–63) | ドロシー・キャヴェンディッシュ (1900–1966) m. ハロルド・マクミラン (首相 1957–63) | ドロシー・キャヴェンディッシュ (1900–1966) m. ハロルド・マクミラン (首相 1957–63) | ドロシー・キャヴェンディッシュ (1900–1966) m. ハロルド・マクミラン (首相 1957–63) |  |  |  |  |  |  |  |  |  |  |  |  |  |  |  |  |  |  |  |  |  |  |  |  |
| | | | | | |  |  | | | | | | | | | | |                                                                   |                                                                   | | | | | | |                                                               |                                                               |                                                                                   |                                                                                   |                                                                                   |                                                                                   |                                                                                   |                                                                                   |  |  |  |  |  |  |  |  |  |  |  |  |  |  |  |  |  |  |  |  |  |  |  |  |
| | | | | | |  |  | | | | | ハーティントン侯爵(儀礼称号) ウィリアム・キャヴェンディッシュ (1917–1944) m. キャスリーン・ケネディ     | ハーティントン侯爵(儀礼称号) ウィリアム・キャヴェンディッシュ (1917–1944) m. キャスリーン・ケネディ     | ハーティントン侯爵(儀礼称号) ウィリアム・キャヴェンディッシュ (1917–1944) m. キャスリーン・ケネディ | ハーティントン侯爵(儀礼称号) ウィリアム・キャヴェンディッシュ (1917–1944) m. キャスリーン・ケネディ | ハーティントン侯爵(儀礼称号) ウィリアム・キャヴェンディッシュ (1917–1944) m. キャスリーン・ケネディ | ハーティントン侯爵(儀礼称号) ウィリアム・キャヴェンディッシュ (1917–1944) m. キャスリーン・ケネディ |                                                                   |                                                                   | 11代デヴォンシャー公 14代デヴォンシャー伯 6代バーリントン伯 アンドリュー・キャヴェンディッシュ (1920–2004) | 11代デヴォンシャー公 14代デヴォンシャー伯 6代バーリントン伯 アンドリュー・キャヴェンディッシュ (1920–2004) | 11代デヴォンシャー公 14代デヴォンシャー伯 6代バーリントン伯 アンドリュー・キャヴェンディッシュ (1920–2004) | 11代デヴォンシャー公 14代デヴォンシャー伯 6代バーリントン伯 アンドリュー・キャヴェンディッシュ (1920–2004) | 11代デヴォンシャー公 14代デヴォンシャー伯 6代バーリントン伯 アンドリュー・キャヴェンディッシュ (1920–2004) | 11代デヴォンシャー公 14代デヴォンシャー伯 6代バーリントン伯 アンドリュー・キャヴェンディッシュ (1920–2004) |                                                               |                                                               |                                                                                   |                                                                                   |                                                                                   |                                                                                   |                                                                                   |                                                                                   |  |  |  |  |  |  |  |  |  |  |  |  |  |  |  |  |  |  |  |  |  |  |  |  |
| | | | | | |  |  | | | | | ハーティントン侯爵(儀礼称号) ウィリアム・キャヴェンディッシュ (1917–1944) m. キャスリーン・ケネディ     | ハーティントン侯爵(儀礼称号) ウィリアム・キャヴェンディッシュ (1917–1944) m. キャスリーン・ケネディ     | ハーティントン侯爵(儀礼称号) ウィリアム・キャヴェンディッシュ (1917–1944) m. キャスリーン・ケネディ | ハーティントン侯爵(儀礼称号) ウィリアム・キャヴェンディッシュ (1917–1944) m. キャスリーン・ケネディ | ハーティントン侯爵(儀礼称号) ウィリアム・キャヴェンディッシュ (1917–1944) m. キャスリーン・ケネディ | ハーティントン侯爵(儀礼称号) ウィリアム・キャヴェンディッシュ (1917–1944) m. キャスリーン・ケネディ |                                                                   |                                                                   | 11代デヴォンシャー公 14代デヴォンシャー伯 6代バーリントン伯 アンドリュー・キャヴェンディッシュ (1920–2004) | 11代デヴォンシャー公 14代デヴォンシャー伯 6代バーリントン伯 アンドリュー・キャヴェンディッシュ (1920–2004) | 11代デヴォンシャー公 14代デヴォンシャー伯 6代バーリントン伯 アンドリュー・キャヴェンディッシュ (1920–2004) | 11代デヴォンシャー公 14代デヴォンシャー伯 6代バーリントン伯 アンドリュー・キャヴェンディッシュ (1920–2004) | 11代デヴォンシャー公 14代デヴォンシャー伯 6代バーリントン伯 アンドリュー・キャヴェンディッシュ (1920–2004) | 11代デヴォンシャー公 14代デヴォンシャー伯 6代バーリントン伯 アンドリュー・キャヴェンディッシュ (1920–2004) |                                                               |                                                               |                                                                                   |                                                                                   |                                                                                   |                                                                                   |                                                                                   |                                                                                   |  |  |  |  |  |  |  |  |  |  |  |  |  |  |  |  |  |  |  |  |  |  |  |  |
| | | | | | |  |  | | | | | | | | | | |                                                                   |                                                                   | 12代デヴォンシャー公 15代デヴォンシャー伯 7代バーリントン伯 ペリグリン・キャヴェンディッシュ (1944– )      | | | | | |                                                               |                                                               |                                                                                   |                                                                                   |                                                                                   |                                                                                   |                                                                                   |                                                                                   |  |  |  |  |  |  |  |  |  |  |  |  |  |  |  |  |  |  |  |  |  |  |  |  |
| | | | | | |  |  | | | | | | | | | | |                                                                   |                                                                   | | | | | | |                                                               |                                                               |                                                                                   |                                                                                   |                                                                                   |                                                                                   |                                                                                   |                                                                                   |  |  |  |  |  |  |  |  |  |  |  |  |  |  |  |  |  |  |  |  |  |  |  |  |
| | | | | | |  |  | | | | | | | | | | |                                                                   |                                                                   | バーリントン伯爵(儀礼称号) ウィリアム・キャヴェンディッシュ (1969– )                                       | | | | | |                                                               |                                                               |                                                                                   |                                                                                   |                                                                                   |                                                                                   |                                                                                   |                                                                                   |  |  |  |  |  |  |  |  |  |  |  |  |  |  |  |  |  |  |  |  |  |  |  |  |